# Semnopithèque à front blanc
Presbytis frontata
Espèce
Statut de conservation UICN

 VU A2cd : Vulnérable
Statut CITES
Le Semnopithèque à front blanc (Presbytis frontata) est une espèce menacée qui fait partie des mammifères Primates. Ce singe est un semnopithèque de la famille des Cercopithecidae.

## Répartition

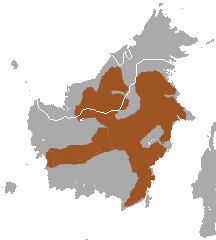
Carte de Bornéo avec zone de répartition en marron

Le semnopithèque à front blanc est endémique de Bornéo. Répartie en Indonésie et en Malaisie l'espèce a été déclarée vulnérable en 2008.